# أرت غاردينر
أرت غاردينر (بالإنجليزية: Art Gardiner)‏ هو لاعب كرة قاعدة أمريكي، ولد في 26 ديسمبر 1899 في بروكلين في الولايات المتحدة، وتوفي في 21 أكتوبر 1954 في كوبيغ في الولايات المتحدة.

## وصلات خارجية
- أرت غاردينر على موقعبيزبول رفرنس.كوم (الدوري الرئيسي) (الإنجليزية)